# Luena
Luena er en by i den østlige del af Angola med et indbyggertal på ca. 357.413 (2014) indbyggere. Byen er hovedby i provinsen Moxico.